# Discula caricis
Discula caricis är en svampart som beskrevs av E.A. Ellis 1941. Discula caricis ingår i släktet Discula och familjen Gnomoniaceae.   Inga underarter finns listade i Catalogue of Life.